# Liste von Titularbischöfen im Königreich Ungarn
Nach der Reformation begannen die ungarischen Könige ohne päpstliche Zustimmung auch sogenannte episcopi electi, erwählte Bischöfe, zu ernennen, die weder geweiht waren noch kirchliche Jurisdiktion besaßen.
Als Titularsitze wurden Orte genommen, die ehemals zum Königreich Ungarn (später auch zu den Nebenländern) gehörten und durch die Ausbreitung des Osmanischen Reiches verloren gegangen waren. Die ernannten Bischöfe hatten Sitz und Stimme im Oberhaus, trugen bischöfliche Gewänder und waren meist mit bedeutenden Benefizien dotiert. Es kann darin ein Mittel gesehen werden, im Oberhaus eine katholische Mehrheit zu erlangen, große Teile des höheren Adels waren lutherisch oder reformiert.
Auf ungarisch: 'címzetes püspök' und nach dem MKL gab es folgende 34 ungarischen Titularsitze: Almis, Ansaria (Ansarien, Osaro), Arbe (Arbo), Belgrád és Szendrő (Belgrad und Semendria), Bidua, Boson (Boson), Bécs, Drivasztó (Drivest), Dulcino (dulcino), Dulm (Dulmi), Fáró (Pharos), Kattaró (Cattaro), Kurzola (Corzola), Makaria (Makarien), Novi (Novi), Pristina (Pristin), Roson (Roson), Szkutari (Scutari), Stagnó, Szardika (Sardica), Szebenikó, Szkardona (Skardona), Szkopia (Scopi), Szerbia (Serbien), Szvidnic, Temnen, Tinnin (Tinninien), Trau, Tribunic (Tridunitz), Trebinje, Veglia, Vovadra (Wowadri), Zakulmia.
Die Liste von 22 Titularsitzen ist dem Staatshandbuch von 1824 entnommen, sie sind alle in der Liste des MKL enthalten, jedoch sind dort zusätzlich folgende zwölf Sitze genannt: Almis, Arbe [im Schematismus 1807 vorhanden], Bidua, Bécs, Stagnó, Szebenikó [wohl Šibenik], Szvidnic, Temnen, Trau, Trebinje, Veglia [wohl die Insel, ist im Schem. 1807!], Zakulmia. Es sind also noch folgende Sitze nachzutragen:
- 88: almisi püspökség, almissai püspökség, Alminium, Almissa, Almissum, Dalmasiaum, Omis, Onaeum, Peguntium (MKL)
- 88: biduai püspökség, budvai, budnai, buduai püspökség (MKL)
- **: Bécs, Vedunia, Vindobona, Wien (MKL)
- 88: stagnói püspökség, stoni püspökség, Diltuntum, Stager, Stagnensis, Stagni, Stagnum, Ston, Zakulm (MKL)
- 88: szebenikói püspökség, sibinicensis, Sebenicum, Sibenik (MKL)
- P.I.: szvidnici görögkatolikus püspökség (MKL)
- **:temnói püspökség, Temnus, Temnitan (2000): Güzelhiszar, Menemen v. Kayacik mellett, Töröko (MKL)

und folgende, wo das MKL noch nicht online verfügbar ist:
- Trau
- Trebinje
- Veglia [im Schem. 1807 vorhanden!]
- Zakulmia

Im Buch Ungarischer Episkopat und österreichische Monarchie werden Michael Anton Paintner zwei weitere Titularbistümer zugeschrieben:
- Pullti (Poletensis)
- Svac (Suacinensis)

Die Namen der Bischöfe befinden sich im online verfügbaren Magyar Katolikus Lexikon (MKL). Soweit ein Aufstieg in die katholische Hierarchie erfolgte, wurde auch der entsprechende Eintrag angegeben (HC), jedoch erweist sich die dortige Auflistung noch als lückenhaft.
Da die ungarischen Namensformen aus dem Link zum MKL hervorgehen, wurde nach dem Muster des Staatshandbuches meist eine deutsche Form der Vornamen gewählt. Aus fehlender Angabe von Adelsbezeichnungen darf nicht geschlossen werden, dass die Person nicht adelig war. Immerhin sind bei den MKL-Einträgen höhere Adelsgrade angegeben (br für Baron oder Freiherr, gr für Graf, hg für Fürst (herzeg)) und selbst wenn die Person nicht dem höheren Adel angehörte, kann in vielen Fällen aufgrund des Prädikats der volle Name erschlossen werden (so wird z. B. Haulik György, várallyai zu Georg Haulik von Várallya).

## Ansarien
Ansariensis
Titularbischöfe:
- Cesare Nardo Montepoli OFM (12. Januar 1621 bis …)
- Giuseppe Canello (20. Mai 1637 bis …)
- Josef Gelff (15. Juni 1659 bis …)

- Andreas Petes (auch Pettes, Pethes)[4] (13. Juni 1696 bis 1713 †)
- Johann Franz Kiss[5] (11. Dezember 1713 bis 8. Juli 1746 †)
- Paul Orosz[6] (7. November 1746 bis 29. März 1756 †)
- Josef Bajzáth[7] (1. Mai 1765 bis 1777), auch Bischof von Wesprim (1. Februar 1777 bis 24. Februar 1802 †)
- Emerich Okolicsányi (Okolichanyi)[8] (21. März 1777 bis 14. Juli 1795 †)
- Paul Rosos[9] (10. August 1795 bis 1808), auch Bischof von Wesprim (10. August 1808 bis 4. Juni 1809 †)
- vakat[10] 1806/1807
- Alexander Rudnay[11] (15. Juli 1808 bis 1816), auch Bischof von Siebenbürgen (8. März 1816 bis 1819), Erzbischof von Gran (12. Juni 1819 bis 13. September 1831) und Kardinal (15. Dezember 1828)
- Franz Madrassy[12] (14. Februar 1816 bis 28. Juli 1838 †)
- Gabriel Balassa[13] (30. August 1838 bis 1844), auch Bischof von Steinamanger (7. Juni 1844 bis 11. August 1851 †)
- Josef Várady (16. August 1844 bis 1857 †)
- Andreas Lipthay[14] (1860 bis 3. November 1871 †)
- Josef Hermann[15] (1872 bis 7. April 1875 †)
- Karl Nogáll[16] (1879 bis 2. Juli 1896 †)
- Josef Csávolszky[17] (1901 bis 9. Mai 1905 †)
- Gyula Walter (3. Juni 1909 bis …)

## Arbo
Arbensis (ungarisch: arbei vál. püspek) [Schem 1807. 1824 nicht mehr aufgeführt] Arbe, (Insel Raab, Kroatien)
Bischöfe:
- 1363: Krizogon, 1443: Zárai Miklós OP.

Titularbischöfe:
Viselték:
- Cernota András OFM (OFMObs) (1583 bis 19. September 1588)

Titularbischöfe:
- Claudio Mario Viano (15. November 1685 bis …)
- Josef Maria Favini OFMConv[19] (7. Juli 1701 bis 20. Oktober 1702), auch Bischof von Syrmien ? (20. Oktober 1702 bis 1714 †)
- Gabriel Anton Erdődy[20] (30. Oktober 1711 bis 1713), auch Bischof von Erlau (1715–1744 †)
- Paul Spáczay[21] (29. Juni 1713 bis 1. Januar 1751 †)
- Josef Szentilonay[22] (13. September 1751 bis 30. April 1769 †)
- Rafael Szentiványi[23] (22. Dezember 1770 bis 27. Oktober 1783 †)
- Graf Cajetan Sauer[24] (30. März 1790 bis 29. August 1811 †)
- vakat (1812–1865)
- Stefan Lipovniczky[25] (1866-1868), auch Bischof von Großwardein (1868–1885 †)
- Moses Keserű[26] (29. März 1871 bis 9. März 1874 †)
- Karl Bubla[27] (27. Juni 1878 bis 21. September 1889 †)
- Vilmos Fraknói[28] (24. Dezember 1889 bis 20. November 1924 †)

## Bacs
Bacensis
Titularbischöfe:
- 1648: Tubero (Jubero?) Dénes OCarm,
- Baron Emerich Perényi[30] (24. Dezember 1778 bis 26. Januar 1823 †)
- vakat (1824–1831)
- Anton Ocskay[31] (1832–1839), auch Bischof von Kaschau (18. August 1839 bis 13. September 1848 †)
- Anton Karner[32] (1839–1850), auch Bischof von Raab (7. Januar 1850 bis 30. September 1856 †)
- Anton Korizmics[33] (1851 bis 9. April 1866 †)
- Nándor Dulánszky[34] (28. Mai 1874 bis 1875), auch Bischof von Stuhlweissenburg (11. Juni 1875 bis 1877) und Fünfkirchen (1. Juni 1877 bis 24. Januar 1896 †)
- Emerich Venosz (1877 bis …)
- Ignaz Smotzer[35] (1882 bis 1. September 1885 †)
- Karl Pisch[36] (1891 bis 1893 †)

## Belgrad und Semendria
Belgradiensis, & Samandriensis (Lateinisch auch: Bellogradensis et Semendriensis; ungarisch: szendrői püspökség; serbokroatisch: Smederevo)
auch: Belgradensis
Titularbischöfe von Semendria:
- 1544: Fabricius Balázs OFM, 1551: Scorontelbi Kornél OFM, 1563: Tamás OFM, 1565: Ugrinovich Miklós OFM, 1605: Cseh István OFM, 1606: Szentandrássy István, 1625: Rengjics Albert OFM, C-ét viselték
- Heinrich Fastroyer[38] (1630- ), auch ungarischer Titularbischof von Novi (1638–1642)
- Thomas Marnavich OFM[39] (1633-1637), auch Bischof von Bosnien (26. Juni 1637 bis 4. März 1645 †)
- Rafael Levakovich[40] (2. Mai 1637 bis April 1638), auch (katholischer!) Erzbischof von Ohrid[41] (27. Mai 1647 bis Ende 1649 †)
- Marian Pozsegai OFM (1647-?)
- 1651: Benlics Máté OFM, 1654: Tolnay Ferenc, 1667: Pongrácz György,
- Baron Gottfried Kapaun[42] (1680-1698), auch Bischof von Königgrätz (23. September 1698 bis 18. September 1701)
- Stefan Josef Illyés[43] (1708–1711 †)
- Baron Ferdinand Jakob Jany[44] (14. September 1713 bis September 1728)

Titularbischöfe von Belgrad:
- 1615: Péter, 1640: Boncarpi Jakab OFM,
- Marian Pozsegai[46] OFM (17. Juli 1647 bis Februar 1650 †)
- Maté Benlich OFM (1650- )
- 1675: Korlatovich Róbert OFM, Bernjakovich Mátyás OFM, 1702: Kazó István, 1708: Natalis Lukács OFM

Titularbischöfe von Belgrad und Semendria:
```
* Graf Anton Thurn
[
48
]
 (27. Februar 1728 bis ), auch 
Titularbischof von Alba Maritima
 (23. Dezember 1729 bis 2. März 1733) und 
Bischof von Fünfkirchen
 (2. März 1733 bis 25. Dezember 1734 †)
[
49
]
```

- Graf Anton Engl[50] (1733-1750), auch Bischof von Csanád (7. Dezember 1750 bis 30. Januar 1777)
- vakat (1750–1754)
- Stephan Pucz[51] (3. November 1754 12. Mai 1755 bis 24. März 1771 †)
- Anton Zlatarics[52] (24. April 1775 bis 30. Januar 1790 †)
- 1791: Nikolaus Kondé[53] (24. September 1792 bis 22. Dezember 1800), zuvor ungarischer Titularbischof von Cattaro (1790–1792), auch Bischof von Großwardein (16. August 1800 bis 18. Dezember 1802 †)
- Josef Ignaz Vilt (Wilt)[54] (15. Februar 1801 bis 1806), auch Bischof von Raab (26. August 1806 bis 5. Oktober 1813 †)
- Alexander Bodonyi[55] (29. August 1806 bis 11. November 1811), zugleich Weihbischof zu Waitzen, zuvor ungarischer Titularbischof von Scopi (1801–1806)
- Stefan Cseh[56] (26. September 1814 bis 1821), auch Bischof von Kaschau (8. Januar 1821 bis 4. Juni 1831 †)
- vakat (1821–1833)
- Michael Johann Wagner[57] (27. April 1833 bis 1835), zugleich Apostolischer Vikar der k. k. Heere,[58] auch Bischof von Sankt Pölten (16. November 1835 bis 23. Oktober 1842 †)
- Josef Schrott[59] (19. Mai 1837 bis 6. September 1857 †)
- Wenzeslaus Soich (Sojić)[60] (23. Dezember 1858 bis 1869), auch Bischof von Zengg[61] (8. Januar 1869 bis 26. Oktober 1875), danach Titularbischof von Lorea[62] (26. Oktober 1876 bis 11. Januar 1891 †)
- Johann Pavlesics[63] (14. Juli 1871 bis 9. September 1893 †)
- Johann Krapac[64] (1898 bis 1910), zugleich Weihbischof in Zagreb (ab 20. Januar 1904), auch Bischof von Djakovo und Syrmien (7. April 1910 bis 16. Juli 1916 †)
- Dominik Premus[65] (26. Februar 1915 bis 27. März 1934 †), zugleich Weihbischof in Zagreb

## Boson
Bosoniensis (deutsch auch: Bosnien)
Titularbischöfe:
- Baron Johann Ludwig Schwarzer[68] (13. Februar 1778 bis 26. April 1783 [?])
- Graf Johann Révay[69] (2. August 1783 bis 26. November 1787), auch Bischof von Zips (27. September 1787 bis 9. Januar 1806 †)
- vakat (1788–1807)
- Graf Karl Perényi[70] (16. September 1808 bis 15. März 1819)
- Anton Juranich[71] (12. Dezember 1821 bis 1825), auch Bischof von Raab (1825–1837)
- Johann Horváth[72] (10. Dezember 1825 bis 1835), auch Bischof von Stuhlweissenburg (1831–1835)
- Ignaz Fábry[73] (1843 bis 1852), auch Bischof von Kaschau (27. September 1852 bis 24. Juni 1867 †)
- Josef Viber (1852 bis …)
- Ladislaus Bitnicz[74] (1868 bis 28. Juni 1871)
- Johann Antunovics[75] (1876 bis 14. Januar 1888 †)
- Adalbert Mayer[76] (1888-1905), auch Bischof von Sathmar (17. Oktober 1905 bis 13. März 1906)

## Cattaro
(ungarisch: kattarói; serbokroatisch: Kotor, Jugoslawien)
Titularbischöfe:
- c-ét viselték:
- 1636: Domini Jeromos, 1637: Angelis Martino OCarm,
- Johann Jalkóczy[78] (1682 bis 13. Dezember 1686 †)
- Johann Tache[79] (14. September 1687 bis 1690 †)
- Andreas Szántosy[80] (1695 bis 1696 †)
- Siegmund Anton Ordódy[81] (12. April 1696 [21. Oktober 1707 ?] bis 1708), auch Bischof von Csánad (1708 bis 21. September 1708 †)
- Emerich Luby[82] (15. Juli 1708 bis  16. Mai 1712 †), zugleich ungarischer Titularbischof von Corczola
- Baron Franz Ladislaus Mednyánszky[83] (11. Dezember 1713 bis 6. Dezember 1733 †)
- Stefan Nozdroviczky[84] (22. März 1734 bis 1. Mai 1748 †)
- Graf Karl Eszterházy[85] (11. August 1755 bis 1760), auch Bischof von Waitzen (1760–1762) und Erlau (1762  bis 14. März 1799 †)
- Michael Kondé[86] (1790–1792), auch ungarischer Titularbischof von Belgrad und Semendria (24. September 1792 bis 22. Dezember 1800) und Bischof von Großwardein (16. August 1800 bis 18. Dezember 1802 †)
- vakat (1792/1800-1804)
- Paul Szegedi[87] (1805 bis 24. März 1814 †)
- Georg Szeldmayer[88] (1817–1818 †)

## Corczola
Curzolensis (ungarisch: kurzolai; kroatisch: Korčula; italienisch: Curzola) [Schem 1807: Curzola]
Titularbischöfe:
- Emerich Luby[89] (15. Juli 1708 bis 16. Mai 1712 †), zugleich ungarischer Titularbischof von Cattaro
- Johann Anton Kiss[90] (21. März 1718 bis 18. Mai 1729)
- Graf Antal Révay[91] (1753–1776), auch Titularbischof von Milevum (20. Mai 1754 bis 16. September 1776), Bischof von Rosenau (19. April 1776 bis 1780) und Neutra (25. Juni 1780 bis 26. Dezember 1783 †)
- Gabriel Zerdahelyi[92] (1776 bis 1800), Titularbischof von Titiopolis (11. Dezember 1780 bis 1800), zugleich Weihbischof in Waitzen, danach Bischof von Neusohl (22. Dezember 1800 bis 5. Oktober 1813 †)
- Graf Ladislaus Csáky[93] (28. Dezember 1804 bis 1815), auch ungarischer Titularbischof von Tinninien (22. Oktober 1815 bis 20. Januar 1828 †)
- vakat (1816–1890)
- Karl Fesztl[94] (1891 bis 27. November 1893 †)
- Graf Karl Csáky[95] (31. Juli 1895 bis 1900), auch Bischof von Waitzen (19. April 1900 bis 16. Februar 1919 †)
- Baron Franz Horeczky[96] (1900 bis 16. Juni 1904 †).
- Adalbert Kanovich[97] (1905 bis 4. August 1905 †)
- Ignaz Mladoniczky[98] (1912 bis 19. Februar 1930 †)

## Drivest
Drivestensis
Titularbischöfe:
1500: Kornis Benedek, 1636: Lucsics Jeromos, 1637: Martinus ab Angelus,
- Ignaz Nagy[100] (23. November 1774 bis 1777), auch Bischof von Stuhlweissenburg (17. Februar 1777 bis 5. November 1789 †)
- Joseph Petheő[101] (26. Juli 1777 bis 3. Juli 1809)
- Karl Nedeczky Károly[102] (24. Juli 1812 bis 15. November 1823)
- Stefan Szalay[103] (1825 †)
- David Uriel Újváry (7. August 1827 bis 1831)
- Nepomuk Johann Tagen[104] (1836 bis 8. Juli 1838 †)
- Michael Csupor[105] (1840–1842 †)
- Béla Pogány[106] (5. Januar 1843 bis 13. November 1857 †)
- vakat (1858–1860)
- Alexander Lévay[107] (1861 bis 9. November 1873)
- Stefan Junák[108] (1. Oktober 1873 bis 3. September 1879)
- Franz Lichtensteiger[109] (1879 bis 26. Januar 1895 †)
- Johann Hopf[110] (1895 bis 11. Januar 1902)
- Johann Károly[111] (1902 bis 16. Januar 1915 †)
- Karl Mayer (11. August 1916 bis 1925 †)

## Dulcino
Dulcinensis = Olciniensis, 1571–1878 unter türkischer Herrschaft
Titularbischöfe:
- Ladislaus Joseph Szörényi[113] (30. Januar 1718 bis 13. August 1733), auch Bischof von Syrmien (13. August 1733 bis 13. November 1752 †)
- Jakobus Fábry[114] (16. Oktober 1737 bis 19. Februar 1757 †)
- Mathias Salbeck[115] (15. Mai 1759 bis 14. September 1764 †)
- Johann Alapy[116] (25. Juni 1765 bis 17. Februar 1778 †)
- Franz Szányi[117] (12. Mai 1795 bis 1801), auch Bischof von Rosenau (23. Dezember 1801 bis 29. März 1810 †)
- Baron Stephan Fischer[118] (20. November 1801 bis 1803), auch Bischof von Sathmar (2. Juni 1803 bis 1807) und Erzbischof von Erlau (18. September 1807 bis 4. Juli 1822 †)
- Johann Nepomuk Arady[119] (3. August 1804 bis 1810)
- Stephan Gosztonyi[120] (19. August 1811 bis 20. Dezember 1817)
- Stephan Fangh[121] (1819–1825)
- Johann Danis[122] (1828 bis 25. Dezember 1829 †)
- Franz Hene[123] (1830 bis 27. Januar 1835 †)
- Baron Ladislaus Bémer[124] (1837-1843), auch Bischof von Großwardein (10. Februar 1843 bis 4. November 1862 †)
- Johann Delinger[125] (1845 bis 27. Januar 1850 †)
- Stefan Greguska[126] (1854 bis 3. Januar 1857 †)
- Ignaz Markl[127] (1857 bis 18. Januar 1876 †)
- Nikolaus Lengyel[128] (1879 bis 10. Oktober 1889 †)
- Gyula Markus[129] (19. Mai 1890 bis 30. Mai 1893 †)
- Johann Ivánkovits[130] (2. August 1895 bis 1896), auch Bischof von Rosenau (3. Dezember 1896 bis 11. Dezember 1905) und Titularbischof von Sidyma (11. Dezember 1905 bis 31. März 1910 †)
- Stefan Podraczky[131] (1902–1912), † 20. Dezember 1926
- Gabriel Czeizel[132] (1913 bis 1920 †)

## Dulmi
Dulmensis [Schem 1807, 1812 nicht genannt]
Es gibt einen Eintrag für den Titularsitz Dulma in CH: Dulma (Titular See), als einziger Titularbischof ist dort Balthasar Schitter für 1850–1868 genannt, was nicht mit untenstehender Liste zusammenpasst!
Vergleiche auch: De Electis Episcopis Dulmensibus (Titulus XL). In: Codex juris decretalis ecclesiae …, Seite 641
- Gergely Sorger[135] (17. März 1719 bis 27. Juli 1727), auch ungarischer Titularbischof von Tinninien (3. Juli 1727 bis 1729) (?) und Bischof von Siebenbürgen (25. Februar 1729 bis 16. September 1739 †)
- Alexander Máriássy[136] (1727–1729), auch ungarischer Titularbischof von Tinninien (1729–1755 †)
- Siegmund Kapy[137] (1730 †)
- vakat (1731–1753)
- Baron Franz Johann Roy[138] (27. Mai 1754 bis 21. August 1757 †)
- Gabriel Ordódy[139] (1758 bis 22. September 1776 †)
- vakat (1777–1801)
- David Zsolnay (1802-?)
- vakat 1806/07[140]
- Joseph Nejedly[141] (1812 bis 21. August 1816 †)
- Joseph Chrysostomos Pauer[142] (1818–1824), auch Apostolischer Vikar der k. k. Heere (1815–1823) und Bischof von Sankt Pölten (1824–1826)
- Emerich Osegovich[143] (17. Juli 1829 bis 19. Dezember 1833), auch Bischof von Zengg[144] (1834 bis 8. Januar 1869 †)
- Franz Xaver Habel[145] (1834 bis 13. Oktober 1846 †)
- Franz Ruttner[146] (Dezember 1846 bis 15. September 1847 †)
- Anton Lipthay[147] (1848 bis …), † 20. Februar 1870
- vakat (Schematismus 1856)
- Joseph Mihalovich[148] (1868-1870), auch Erzbischof von Agram (1870 bis 19. Februar 1891 †) und Kardinal (1877)
- Johann Raduly[149] (1871 bis 31. August 1874 †)
- Franz Sláby[150] (1875 bis 19. Juli 1893 †)
- Gustav Jánosi[151] (1899 bis 15. August 1911 †)
- Ludwig Kleiner[152] (1914 bis 10. Januar 1922 †)

## Makarien
Makariensis, Mrkan, Insel an der kroatischen Adriaküste
Bischof:
- Jacobus (Makariensis Ecclesiae Episcopus). 1384. Concl.
- Nicolaus. 1464.
- Christophorus. 1495. 1498.
- Ferdinandus de Frangipanibus. 1508.
- vakat 1608.1609.

Titularbischöfe:
- Bertalan Mikolich OFM (1614 bis …)
- Johann Baptist Agalich[155] 1625 … 1638, auch Bischof von Zengg (… bis 30. Oktober 1649 †)
- Andreas Francisci[156] 1642. 1649.
- Peter Cachich (1645 bis …)
- Peter Mariani. 1655 .. 1662, † 1665
- Nikolaus 1682: Salom (1682 bis …)
- Karl Ochmuchievich (1694 bis …)
- Walther de Schoppen OFMConv (1714- ) 1715
- Johann Bakó[157] (1717 bis 13. Dezember 1720 †)
- Paul Ignaz Névery[158] (26. November 1721 bis 2. September 1732 †)
- vakat (1733–1740)
- Stephanus Keczer (8. Mai 1741 bis …)
- Graf Sigismund Keglevich[159] (19. April 1764 bis 19. Dezember 1805)
- Nicolaus Rauscher[160] (1806 bis 13. März 1825)
- Anton Makay[161] (1816–1818), danach Bischof von Neusohl (7. August 1818 bis 1823) und Wesprim (4. März 1823 bis 8. Januar 1825 †)
- vakat (1819–1845)
- Nikolaus Bezerédj[162] (2. Juli 1846 bis 15. Dezember 1885 †)
- Nandór Wolafka[163] (1892 bis 22. Mai 1906 †)
- Anton Nemes[164] (1912 bis 28. Juni 1941 †)

## Novi
Noviensis Index p. 243
Bischof:
- Demetrius 1384
- vakat 1435

Titularbischöfe:
- Heinrich Fastroyer[166] (25. Mai 1638 bis 22. November 1642), zuvor ungarischer Titularbischof von Semendria (1630–1633)
- Georg Szelepcsényi[167] (21. November 1642 bis 1643), auch Bischof von Csanád (15. Juli bis 20. November 1643), Fünfkirchen (20. November 1643 bis 1644), Wesprim (7. August 1644 bis 1648) und Neutra (18. April 1648 bis 1666), Erzbischof von Kalocsa (März 1657 bis 1666) und Gran (15. Januar 1666 bis 14. Januar 1685)
- Franciscus Gorup[168] (14. Juni 1643 bis 22. Februar 1677 †)
  - Johann Bény[169] (1656 bis 28. Oktober 1659 †)
- Nicolaus Balogh[170] (1677–1682), auch Bischof von Csanád (28. Dezember 1681 bis 1685) und Bischof von Waitzen (18. März 1686 bis 6. Oktober 1689 †)
- Octavian Salvucci[171] (1682 bis 29. Februar 1684 †)
  -  ??? Andreas Péterffy 1687 [Druckfehler ?]
- Georg Ferdinand Péterffy[172] (13. Juli 1688 bis 1693)
- Stephan Dolni[173] (11. Oktober 1693 bis 1699), auch Bischof von Csanád (1699 bis 1707)
- Graf Imre Csáky[174] (1699–1702), auch Bischof von Großwardein (1702–1732), Erzbischof von Kalocsa (1714–1732) und Kardinal (12. Juli 1717)
- Georg Franz Ghillány[175] (1703–1723), auch ungarischer Titularbischof von Tinninien (1714–1729)
- Johannes Okolicsányi[176] (1723–1734), auch Bischof von Großwardein (1734–1736)
- Graf Nicolaus Csáky[177] (1735–1737), auch Bischof von Großwardein (1737–1747), Erzbischof von Kalocsa (1747–1751) und Gran (1751–1757)
- Graf Franz Zichy (von Zich und Vásonkeő)[178] (1737–1742/1744), auch Titularbischof von Botrys[179] (1742–1744) und Bischof von Raab (27. Mai 1744 bis 8. Juni 1783 †)
- Georg Klimó[180] (19. Juli 1744 bis 1751), auch Bischof von Fünfkirchen (30. Juli 1751 bis 2. Mai 1777 †)
- Baron Adam Patachich[181] (1751–1759), auch Bischof von Großwardein (1759–1776) und Erzbischof von Kalocsa (1776–1784)
- Graf Franz Berchthold[182] (1763–1776), auch Bischof von Neusohl (1776–1793)
- Stephan Bartha[183] (25. November 1776 bis 1785 †)
- Andreas Szabó[184] (11. Dezember 1787 bis 1804), auch Bischof von Kaschau (4. Juli 1804 bis 27. September 1819 †)
  -  ? Andreas Pál (1804-?) [wohl Irrtum, s. u.]
- Joannes Vancsay[185] (1805 bis 15. Juli 1806 †)
- vakat 1806/07 [Schem. 1807]
- Ladislaus Kámánházy[186] (1807–1808), auch Bischof von Waitzen (11. Juli 1808 bis 4. Februar 1817 †)
- Johann Schober[187] (7. Januar bis 7. Juni 1809)
- Andreas Paal[188] (11. August 1809 bis 1813 †)
- Michael Paintner[189] (27. September 1816 bis 1826)
- vakat (1827–1839/1840)
- Michael Sághy[190] (1840/1841 bis 17. Juli 1849 †)
- Baron Michael Fekete von Galántha[191] (1852 bis 13. Dezember 1866 †)
- Stephan Vagyon (von Hanzlikfalv)[192] (1867 bis 5. April 1871 †)
- Zsigmond Szuppan[193] (16. Juli 1871 bis 17. Juli 1881 †)
- Bertalan Virter[194] (1881 bis 23. Februar 1886 †)
- Zsigmond Bubics[195] (1886–1887), auch Bischof von Kaschau (1887 bis Oktober 1906)
- Franz Lipthay[196] (1888 bis 11. Oktober 1903 †)
- Norbert Szabó[197] (1904 bis 24. August 1918 †)

## Pharos
Pharensis (ungarisch: fárói) Index p.258
Bischof:
- Benedictus 1384
- vakat 1435

Titularbischöfe:
- 1648–49: Tamaron Gergely OSB
- Baron Emerich Pongrácz[199] (1. Februar 1697 bis Dezember 1724 †)
- Baron Franz Péterffy[200] (7. Februar 1725 bis 15. Januar 1736 †)
- Baron Anton Gaun[201] (1743 bis 5. Januar 1765 †)
- Michael Beznák[202] (4. November 1768 bis 10. Februar 1774 †)
- Emerich Karl Raffay[203] (1. März 1805 bis 1815), auch Bischof von Djakovo und Syrmien (22. Juli 1816 bis 10. Januar 1830 †)
- Josef Bélik[204] (2. April 1821 bis 1823), auch Bischof von Zips (7. März 1823 bis 5. März 1847 †)
- Emerich Palugyay[205] (1829 bis 1832), auch Bischof von Kaschau (24. Februar 1832 bis 1839) und Neutra (13. Februar 1839 bis 24. Juli 1858 †)
- Emerich Tersztyánszky[206] (26. März 1832 bis 28. Juni 1847 †)
- Josef Kunszt[207] (Februar 1848 bis 1850), auch Bischof von Kaschau (30. Mai 1850 bis 1852) und Erzbischof von Kalocsa (15. Januar 1852 bis 5. Januar 1866 †)
- Ladislaus Győrffy[208] (1856 bis 1. Juli 1873 †)
- Lázár Kantz[209] (8. Januar 1874 bis 14. März 1881 †)
- Lázár Franz Tallián[210] (1885 bis 9. November 1896 †)
- Franc Venczel (1900 bis …)
- Stefan Szeifriecz[211] (1906 bis 1917 †)

## Pristin
Pristinensis (serbokroatisch: Priština; albanisch: Prishtinë; ungarisch: Pristina) in Kosovo
Titularbischöfe:
- Johannes Rácsay[213] (1717 bis 26. Februar 1728 †)
- Michael Zádory (1728 bis …)
- Anton Mandich[214] (1782–1806), auch Bischof von Djakovo und Syrmien (1806–1815)
- Georg Kurbély[215] (28. Juni 1806 bis 1809), auch Bischof von Wesprim (11. August 1809 bis 27. Mai 1821 †)
- Fürst Ernst Schwarzenberg[216] (1811–1818), auch Bischof von Raab (1818–1821)
- Joseph Kopácsy[217] (1819–1822), auch Bischof von Stuhlweißenburg (1822–1828) und Wesprim (1825–1842), Erzbischof von Gran (1838–1849)
- Joseph Schedy[218] (1822–1829)
- Georg Haulik[219] (1830–1837), auch Bischof (1837–1852), dann Erzbischof von Agram (1852–1869) und Kardinal (1856)
- Nepomuk Johann Dercsik[220] (1836 bis 29. Juli 1842 †)
- Nepomuk Johann Küllei[221] (24. Januar 1843 bis 10. Oktober 1849 †)
- vakat (1850–1860)
- Nepomuk Johann Danielik[222] (1861 bis 23. Januar 1888 †)
- Josef Karl Dankó[223] (19. Mai 1890 bis 14. Januar 1895 †)
- Michael Bogisich[224] (18. Juni 1896 bis 6. August 1919 †)

## Roson
Rosonensis Ind.Real. p.294 [Schem. 1807: Rozzano]
Titularbischöfe:
- Andreas[226] (1519/1526–1531/1536)
- Paul Szondy[227] (11. Februar 1536 bis 1543/Juli 1558), † Juli 1558
- Jakob Meutravee[228] (24. September 1543 bis 3. Oktober 1571 †)
- Nikolaus Don[229] (3. Oktober 1571 bis 1600 ?)
- Georg Zalatnaky (1597/20. Dezember 1600 bis …)
- Alfons Requesens[230] (1609 bis 6. Oktober 1625), † 8. April 1639
- Graf Vincentius Zucconi (5./25. Dezember 1625 bis 1635/1637 †)
- Johann Friedrich Prainer (31. Dezember 1637 bis 1638 †)
- Johannes Chrysostemus de S. Petronilla (Szentpetronelly) OSA (26. Juni 1638 bis 1649/1652)
- Johann Belmonte (1652-1652/1654)
- Johann Caramuel (7. November 1654 bis 1658 †)
- Johann Baptist Barsotti[231] (1659 bis 1665 †)
- Georg Berdóczy[232] (15. Januar 1666 bis 1672 †)
- Jakob Haskó (Jacob Hasko)[233] (18. August 1672 bis 1690), auch Bischof von Neutra (16. Juni 1690 bis 1691), † 19. Oktober 1695.
- Baron Paul Balassa[234] (30. Juni 1690 bis 3. Oktober 1705 †)
- Franz Lapsánszky[235] (10. März 1707 bis 11. Juni 1710 †)
- Graf Paulus Forgách[236] (27. Mai 1712 bis 29. November 1746 †)
- Johannes Terlanday[237] (19. April 1764 bis 1770 †)
- Simon Ambrus Stock (20. März 1770 bis 1773 †),
- Johann Lukácsy[238] (18. Juli 1774 bis 26. April 1780 †),
- Ignaz Bärenkopf (Bärnkopf)[239] (4. Januar 1805 bis 19. April 1809 †)
- Alexander von Alagovich (Alagovits)[240] (25. August 1809 bis 23. Oktober 1829), auch Bischof von Agram (Zagreb) (1829–1837)
- Joseph Kukovich[241] (9. Januar 1833 bis 17. Juli 1834), auch Bischof von Djakovo und Syrmien (25. Juli 1834 bis 1849), † 18. April 1861.
- Johann Matisovich[242] (13. April 1837 bis 1848 †)
- Karl Pavich[243] (1852–1859 †)
- Joseph Matich[244] (1859–1876 †)
- Mathias Mihaljevich[245] (1877 bis 1881 †)
- Gáspár Radich[246] (1882–1885 †)
- Georg Streit[247] (1886–1899 †)

## Sardica
Sardicensis (ungarisch: sardikai; deutsch Sofia, heute Bulgarien) --- auch Sardih [Schem. 1812]
Titularbischöfe:
- Gabriel Spátay[249] (2. September 1717 bis 27. Mai 1722 †),
- August (Ágoston) Török OSPPE (2. Oktober 1722 bis 1741)
- Baron Josef Verneck (24. Februar 1775 bis 1779)
- Daniel Hersching[250] (17. Juni 1790 bis 6. Juni 1802 †)
- Josef Vurum[251] (15. Dezember 1810 bis 1816), auch Bischof von Stuhlweissenburg (23. September 1816 – 19. April 1822), Großwardein (1821–1827) und Neutra (1827 bis 2. Mai 1838 †)
- Johann Durcsák[252] (16. Juli 1830 bis 1837 †)
- Prinz Alexander Hohenlohe[253] (1843 bis 14. November 1849 †)
- Andreas Meschtuár (1853 bis …)
- Johann Krajcsik[254] (1872 bis 10. August 1890 †)
- Josef Vinkler (1890 bis …)

## Scardona
Scardonensis (ungarisch: szkardonai)
Titularbischöfe:
- Thomas Ivkovich[257] (27./28. Oktober 1625 bis 17. Juni 1633 †)
- 1634. III. 8: Mran Miklós (szvidnici mpp. lett),
- Paul Posilovics OFM[258] (26. Juli 1639 bis 1657), auch ungarischer Titularbischof von Dulmi (25. Oktober 1655 bis 1657 †)
- Paul Ivanovich (Ivanovics) OSPPE[259] (6. Juni 1659 bis 1661), auch ungarischer Titularbischof von Tinninien (19. März 1661 bis 1663), † 1672.
- Michael Matkovich[260] (23. Juli 1661 bis 1662 †),
- Johann Szászy[261] (5. September 1662 bis 7. Juni 1663), zuvor Skopi ? (1650 bis ?), auch Bischof von Syrmien  (7. Juni 1663 bis 1674 †)
- (erneut) Paul Ivanovich (1664–1667)
- Graf Ferdinand Pálffy[262] (1669 bis 1672), auch Bischof von Csanád (19. August 1672 bis 1678)  und Erlau (3. März 1678 bis 31. Oktober 1680 †)
- Vanoviczy János OSPPE (26. August 1672 bis 20. April 1674) Rücktritt
- Marián Frivulti (20. Oktober 1675 bis 1678) Rücktritt
- Andreas Sebestyén[263] (29. Dezember 1678 bis 1679), auch Bischof von Siebenbürgen (21. August 1679 bis 1. April 1683 †)
- Johann Kálmánczai[264] (11. August 1679 bis 1685 †)
- Peter Kuzmich[265] (15. April 1685 bis 1686 †)
- Balázs Jaklin[266]  (9. August 1687 bis 1688), auch ungarischer Titularbischof von Tinninien (29. November 1688 bis 1691)  und Bischof von Neutra (14. März 1691 bis 17. Oktober 1695 †)
- Johann Babich[267] (16. Januar 1688 bis 16. Februar 1700 †),
- Otto Johann Volkra (13. März 1700 bis 28. Mai 1710)
- Michael Verbanich (10. April 1713 bis 1740)
- Lőrinc Károlyi[268] (7. November 1746 bis 21. März 1747 †)
- Paul Kovács[269] (20. Oktober 1752 bis März 1754 †)
- Ladislaus Kovács[270] (27. März 1769 bis 11. Juli 1781 †)
- Baron Johann Karl Beniczky[271] (17. Januar 1810 bis 25. September 1817 †)
- vakat (1818–1844)
- Anton Liptay (1848 bis …)
- Josef Lonovics (1861 bis …)
- Ladislaus Bíró[272] (1865 bis 1866), auch Bischof von Sathmar (14. September 1866 bis 21. Januar 1872 †)
- Jácint Rónay[273] (1873 bis … ), † 17. April 1889
- Johann Zerpák (1876 bis …)
- Franz Lönhárt[274] (1878–1882), Titularbischof von Gratianopolis (ab 5. April 1881), danach Bischof von Siebenbürgen (3. Juli 1882 bis 28. Juni 1897 †)
- Karl Hornig[275] (9. Februar 1883 bis 1888), auch Bischof von Wesprim (17. April 1888 bis 9. Februar 1917 †) und Kardinal (2. Dezember 1912)
- Nándor Knauz[276] (29. Juli 1890 bis 26. April 1898 †)
- Karl Kozma[277] (1899 bis 6. Dezember 1901 †)
- Balázs Svindermann[278] (1907 bis November 1915 †)

## Scopi
Scopiensis Index p.316
Titularbischöfe:
- Stefan Zakalinszky (1554 bis 1566)
- Franz Andreis (1573 bis 1591 †)
- Domonkos Andreis (1592 bis 1625)
- Jeromos Strasser OFM (20. März 1626 bis 1628)
- Hiacynt Makripodári OP[280] (29. Juni 1645 bis 1653?/1658), auch Bischof von Csanád (1658–1672 †)
- Johannes Héderváry[281] (26. April 1658 bis August oder September 1662 †)
- vakat 1662
- Andreas Stenberg (28. Mai 1663 bis 1666)
- Nikolaus Posgay[282] (11. August 1666 bis 18. Februar 1668 †)
- Johann Gubasóczy[283] (21. Juni  bis 17. Juli 1668), auch Bischof von Fünfkirchen (1668–1676), Waitzen (1676–1679) und Neutra (1679–1685), Erzbischof von Kalocsa (1685–1686)
- Andreas Szily[284] (21. Juni 1681 bis Juli 1682 †)
- Baron Franz Chikulini (12. Juni 1685 bis ? †),
- Andreas Matusek[285] (11. Dezember 1693 bis 1707), auch ungarischer Titularbischof von Tinninien (12. März 1708 bis 7. Mai 1713 †)
- Nikolaus Vlasich (13. April 1707 bis …†),
- Johannes Bublovich[286] (15. Februar 1715(11. Oktober 1711/1721?) bis 16. Juni 1725 †)
- Baron Stefan Luzinsky[287] (2. Oktober 1725 bis 6. Februar 1733), auch Bischof von Großwardein (1733–1734 †)
- Ludwig Csapody[288] (30. März 1798 bis 6. Juni 1801 †)
- Alexander Bodoni[289] (20. November 1801 bis 29. August 1806), auch ungarischer Titularbischof von Belgrad (1806–1811)
- Anton Fridmanszky[290] (3. Januar 1812–1844)
- Johann Dirling[291] (1. Juli 1845 bis 1847), † 1852
- Joseph Král[292] (1861 bis 15. Oktober 1863 †)
- vakat (1864–1878)
- Joseph Georg Németh[293] (1879 bis 11. November 1916 †)
- Peter Vay (1917 bis …)

## Scutari
Scutariensis (albanisch: Shkodra oder Shkodër)
Titularbischöfe:
- August Bernich (1699–1700)
- Graf Sigismund Kollonich[296] (30. Juni 1700 bis 1708), auch Bischof von Waitzen (1. Dezember 1708 bis 1716), Bischof und Erzbischof von Wien (16. April 1716 bis 12. April 1751 †) und Kardinal (26. November 1727)
- Johann Zilka (17. März 1712 bis …)
- Graf Paul Zichy (18. August 1718 bis 1739)
- Alexander Fonyó (2. Dezember 1748 bis 1767)
- Emmerich Christovich[297] (16. März 1768 bis ), auch Bischof von Csánad (11. April 1777 bis 23. Dezember 1798 †)
- Johann Feja[298] (23. Mai 1777 bis 12. November 1784 †)
- Daniel Anton Mitterpacher[299] (2. April 1790 bis 19. Februar 1823 †)
- Johann Marich[300] (12. September 1823 bis 20. Februar 1837 †)
- vakat 1840, 1843
- Graf Michael Fogarasy[301] (1846–1865), auch Bischof von Siebenbürgen (27. März 1865 bis 23. März 1882 †)
- Ladislaus Bíró[302] (1865–1866), auch Bischof von Sathmar (14. September 1866 bis 21. Januar 1872 †)
- Jácint János Rónay[303] (1873 bis 17. April 1889 † )
- Johann Zerpák (1876 bis …)
- Robert Begovcsevich[304] (1890 bis 25. Januar 1919 †)

## Serbien
Serbiensis Index p.320 [Schem 1807: Servien]
Titularbischöfe:
- Georg Foglár[306] (21. März 1718 bis 12. Oktober 1754 †),
- Georg Nunkovich[307] (20. Juni 1777 bis 21. November 1790 †)
- Joseph Mártonfi[308] (11. Juli 1793 bis 14. März 1799), auch Bischof von Siebenbürgen (14. März 1799 bis 3. März 1815)
- Carl Scharlach[309] (7. März 1806 bis 1808)
- Georg Karaba[310] (5. Dezember 1812 bis 31. Dezember 1814 †)
- Adam Bárdy (19. April 1816 bis 1821)
- Michael Berghoffer (22. Oktober 1829 bis 1835)
- Andreas Miskolczy[311] (14. Dezember 1837 bis 28. Oktober 1843)
- Franz Szaniszló[312] (19. Dezember 1844 bis 1850), auch Bischof von Großwardein (5. September 1850 bis 21. Dezember 1868), † 13. Dezember 1869
- vakat (1850–1861)
- Johann Zombory (1862-?)
- Johann Kopsz[313] (22. September 1877 bis 9. Juli 1891 †)
- Johann Szekeres[314] (1892 bis 26. März 1900 †)
- Anton Mohl[315] (1902 bis 28. Dezember 1916 †)

## Tinninien
Tiniensis (CH), in der CH "Tinum", Index p. 381; Schem. 1807 "Tenen". --- Knin?
Im MKL-Eintrag zu Tinnin findet sich eine Bischofsliste ab 1052 bis nach 1539, offenbar beginnt das Titularbistum mit dem Jahr 1550 bzw. 1622::
- Mathias Zaberdi (1550-?)
- Paul Churina[318] (25. Juni 1554 bis 1556) Bischof
- Johann Ujlaky (1557-?)
- Andreas Dudich[319] (28. Januar 1562 bis 1563), auch Bischof von Csánad (7. Februar 1563 bis 1563) und Fünfkirchen (4. September 1563 bis 1567)
- vakat (1563–1571)
- Stefan Fejérkövy[320] (26. Januar 1571 bis 15. Mai 1573), auch Bischof von Wesprim (27. Oktober 1572 bis 1587) und Neutra (13. August 1587 bis 1596), Erzbischof von Gran (17. Juni bis 20. November 1596 †)
- Zacharias Mossóczy[321] (5. Mai 1573 bis 29. Oktober 1578), auch Bischof von Waitzen (12. April 1578 bis 1582) und Neutra (28. März 1582 bis 22. Juli 1587 †)
- vakat (1579–1583)
- Peter Heressinczy[322] (28. Mai 1584 bis 3. März 1586), auch Bischof von Agram (8. März 1585 bis 1588) und Raab (26. Oktober 1587 bis 10. Juni 1590 †)
- vakat (April 1586 bis Februar 1589)
- Johann Cserődy[323] (20. Februar 1589 bis 1590), auch Bischof von Fünfkirchen (5. September 1592 bis 1596) und Erlau (1596 bis 4. August 1597 †)
- Mathias Draskovics[324] (20. Dezember 1590 bis 1592; 1600 bis …), † Februar 1604 ?
- Nikolaus Migazzi[325] (1593 bis 16. April 1598), auch Bischof von Fünfkirchen(16. April bis 3. August 1598) und Großwardein (15. Juli 1598 bis 1613 †)
- Valentin Lépes[326] (16. August 1605 bis 1608), auch Bischof von Wesprim (9. April bis 11. Oktober 1608) und Neutra (19. April 1608 bis 1619), Erzbischof von Kalocsa (29. März 1619 bis 16. April 1623 †)
- Georg Mátéssy (9. April 1608 bis ?)
- 1610: Dávid Pál, 1634: Ivánczy János. 1646: Bialovich György OFM; 1661: Ivanovics Pál OSPPE, 1663: Bartók István,
- Christophoros de Rojas y Spinola[327] (3. Juli 1666 bis 1685), auch Bischof von Wiener Neustadt (1685–1695)
- Paul Olasz[328] (1686 bis 24. November 1687), † 18. Dezember 1730.
- Alexander Mikulics[329] (24. November 1687 bis 1688), auch Bischof von Agram (16. Januar 1688 bis 10. Mai 1694 †)
- Balázs Jaklin[330] (29. November 1688 bis 1691), zuvor ungarischer Titularbischof von Scardona (9. August 1687 bis 1688), auch Bischof von Neutra (14. März 1691 bis 17. Oktober 1695 †)
- Graf Nikolaus Anton Esterházy[331] (9. Mai 1691 bis 5. August 1695 †)
- Franz Ferdinand von Rummel[332] (10. Oktober 1695 bis 1706), auch Bischof von Wien (4. Oktober 1706 bis 15. März 1716 †)
- Andreas Matusek[333] (12. März 1708 bis 7. Mai 1713 †), zuvor ungarischer Titularbischof von Scopi (1693–1707)
- Georg Ghillány[334] (1714–1729), zuvor ungarischer Titularbischof von Novi (1703–1714)
- Alexander Máriássy[335] (27. Juli 1729 bis 19. April 1755 †), zuvor ungarischer Titularbischof von Dulmi (1727–1729)
- Joseph Karl Zbiško[336] (15. Dezember 1755 bis 10. Mai 1774 †)
- Johann Szily[337] (24. April 1775 bis 23. Juni 1777), auch Bischof von Steinamanger (23. Juni 1777 bis 2. Januar 1799 †)
- Joseph Pierer[338] (19. Februar 1779 bis 5. Juli 1805 †)
- David Zsolnay[339] (1806- )
- Graf Ladislaus Csáky von Kereszteg[340] (22. Oktober 1815 bis 20. Januar 1828 †), zuvor ungarischer Titularbischof von Corczola (28. Dezember 1804 bis 1815)
- Elek Jordánszky[341] (28. Februar 1831 bis 15. Februar 1840 †)
- Martin Miskolczy[342] (21. März 1841 bis 13. März 1848 †)
- Joseph Krautmann[343] (30. Mai 1852 bis Juli 1855 †)
- Johann Nehiba[344] (30. März 1856 bis 23. Januar 1875 †)
- Michael Kubinszky[345] (3. April 1876 bis 23. Februar 1881 †)
- Johann Majorossy[346] (27. Juli 1885 bis 26. November 1904 †)
- Joseph Lányi[347] (ab 1908(?)) (7. November 1906 bis 28. September 1931 †)

## Tribunitz
Tribunicensis (ungarisch: tribunici; serbokroatisch: Trebinje)
Titularbischöfe:
- Franz Jezerniczky[349] (18. Februar 1708 bis 1. Mai 1713 †)
- Stefan Kontor Szabó[350] (29. Juni 1713 bis 1736 †)
- Wenzeslaus Bukowszky (Bubovszky)[351] (23. März 1739 bis …)
- vakat
- Johann Kovalik[352] (29. Januar 1813 bis 28. Mai 1821 †)
- Stephan Kollár[353] (1821 bis 12. Juli 1844 †)
- Georg Németh[354] (15. Januar 1846 bis 30. Mai 1863 †)
- Georg Lipcsey[355] (1863 bis 1865 †)
- vakat (1865–1868) ?
- Michael Horváth[356] (2. Juli 1868 bis 19. August 1878 †)
- Kornél Hidasy[357] (8. Oktober 1878 bis 11. Oktober 1900 †)
- Karl Königmayer[358] (1883 bis 22. Juni 1892 †)
- Johann Holdházy[359] (1892 bis 15. April 1896 †)

## Veglia
Vegliensis (kroatisch: Krk, ungarisch: vegliai).
Titularbischöfe:
- Michael Kovacsóczy[361] (22. April 1703 bis 14. Oktober 1711 †)
- Michael Mérey[362] (1713 bis 10. November 1719 †)
- Georg Franz Matalics[363] (17. Dezember 1719 bis 2. April 1723 †)
- Graf Ignaz Albin Seitz (Seiz)[364] (1726 bis ?) 1729
- Karl Josef Zbisko 1751
- Mathias Huberth[365] (19. Dezember 1757 bis 3. Mai 1770 †)
- Josef Zabratzki (Zabráczky)[366] (1791 bis 1809 †)
- vakat (Schematismus 1812, 1834)

## Wowadri
Vovadrensis (ungarisch: vovadrei)
Titularbischöfe:
- Andreas Petrik[367] (19. März 1719 bis 10. November 1728 †)
- Georg Handler[368] (15. Juli 1730 bis 1744 †)
- Andreas Püspöky[369] (14. Juni 1744 bis 1760 †)
- vakat
- Georg Tajer[370] (8. Mai 1810 bis 1828 †)
- Karl Rajner[371] (16. Juli 1830 bis 1846 †)
- Johann Andujár[372] (1846 bis 16. Juli 1847 †)
- vakat (1848–1860)
- Franz Farkas[373] (1861 bis 11. März 1864 †)
- Henrik Szajbély[374] (1864 bis 9. August 1886 †)
- Anton Sujánszky[375] (1891 bis 13. August 1906 †)
- Graf Adolf Pongrácz[376] (1906 bis 26. September 1915 †)
- Johann Karácsonyi[377] (November 1916 bis 1. Januar 1929 †)